# GMO-Kerekasztal
A GMO-Kerekasztal a géntechnológia területén a mezőgazdaságot és környezetvédelmet érintő kérdésekben a Magyar Országgyűlés Mezőgazdasági és Környezetvédelmi (ma: Fenntartható fejlődés) Bizottságainak tanáccsal szolgáló szakértői közösség. Nincs önálló döntési jogköre, sem civilszervezeti státusza, ezekre nem is törekedett. Tagjai többnyire egyetemek és kutatóintézetek munkatársai, akik önkéntes és ingyenes szakértői munkát végeznek.

## A GMO-Kerekasztal tagjai
A GMO-Kerekasztalt 2005. szeptember 15-én alapította Darvas Béla, további tizenöt alapító taggal. Ezek: Ács Sándorné, Ángyán József, Bakonyi Gábor, Balla László, Bardócz Zsuzsa, Bauer Lea, Békési László, Heszky László, Illés Zoltán, Márai Géza, Papp László, Pusztai Árpád, Roszík Péter, Székács András és Tanka Endre. Jelenleg két teljes jogú tag ajánlásával lehet valaki tag, ha a jelenlegi tagok több mint fele a felvételre szavaz. Az utólag csatlakozó tagok közül Varga Zoltán Sándor, Orosz László, Olasz Ferenc és Jenes Barnabás emelhető ki.
Tag nem lehet olyan szakértő, aki GM-termék/GM-fajta előállításában közvetlenül érdekelt. A GMO-Kerekasztal a felmerülő kérdéseknek megfelelően megalakulásakor havonta, ma évente kétszer az Országgyűlés  képviselői irodaházában ülésezik. Ülésein 5-10 perces egyéni vélemények hangzanak el, amelyek írásban is megjelennek és az interneten elérhetők. Alaposabban körüljárt kérdésekben a GMO-Kerekasztal tagjai közös állásfoglalást készítenek, amely magyarul és angolul jelenik meg. A GMO-Kerekasztal elnöke (2005-2008, 2012- ) Darvas Béla, míg 2009-2011 között Székács András.

## A GMO-Kerekasztal baráti köre
A GMO-Kerekasztal baráti körének tagjai – akiknek nincs szavazati joguk, de minden ülésre meghívót kapnak – lehetnek pártok szakértői, hatósági döntés-előkészítők és döntéshozók, civilszervezetek delegáltjai, valamint GM-termék/GM-fajta előállításban érdekelt képviselők. A különböző érdekképviselők véleményei jelentős mértékben árnyalhatja a konkrét kérdések megítélését. Kezdetben különösen aktív résztvevő volt Rodics Katalin, Nagy Bálint, míg napjainkban Fidrich Róbert és Inczédy Péter.

## A GMO-Kerekasztal eredményei
A géntechnológiai úton módosított elsőgenerációs növényekkel kapcsolatban 2006. november 22-én a GMO-Kerekasztal szervezte meg azt a parlamenti nyílt napot, ami a MON 810 vetési moratórium (2005. január 1.) okait nyilvánosságra hozta. 2011-ben magyar és angol nyelven jelent meg válogatás, amely a MON 810-es kukorica-fajtacsoport problémáit megnevezte. Ezt a kiadványt az EU képviselők is megkapták.

## A GMO-Kerekasztal ellenzéke
A GMO-Kerekasztal üléseitől a meghívás ellenére, saját elhatározásból távol maradt két, a géntechnológiai úton módosított szervezeteket/élelmiszereket fenntartások nélkül támogató civilszervezet: a Barabás Zoltán Biotechnológiai Egyesület (BZBE) és a Pannonian Plant Biotechnology Association, amelyeknek fúziója folyamatban van. A BZBE elnöke – Dudits Dénes – éppen a GMO-Kerekasztal 28. ülésén jelentette be az Innovatív Mezőgazdasági Biotechnológiáért Egyesület megalakulását, ami egyfajta lassú közeledésként is felfogható a két, eddig ellentétes nézőpontot képviselő csoport között. A nagyfokú ellentét mellett ugyanis olyan kérdések is vannak, amelyben a szakértőközösségek egyet tudnak érteni. Ilyen például az egyoldalú jogi és politikai megoldások kifogásolása és a Magyarország alaptörvénye XX. cikkelyében foglalt általános géntechnológiai megítélés helytelensége.